# آنادارکو

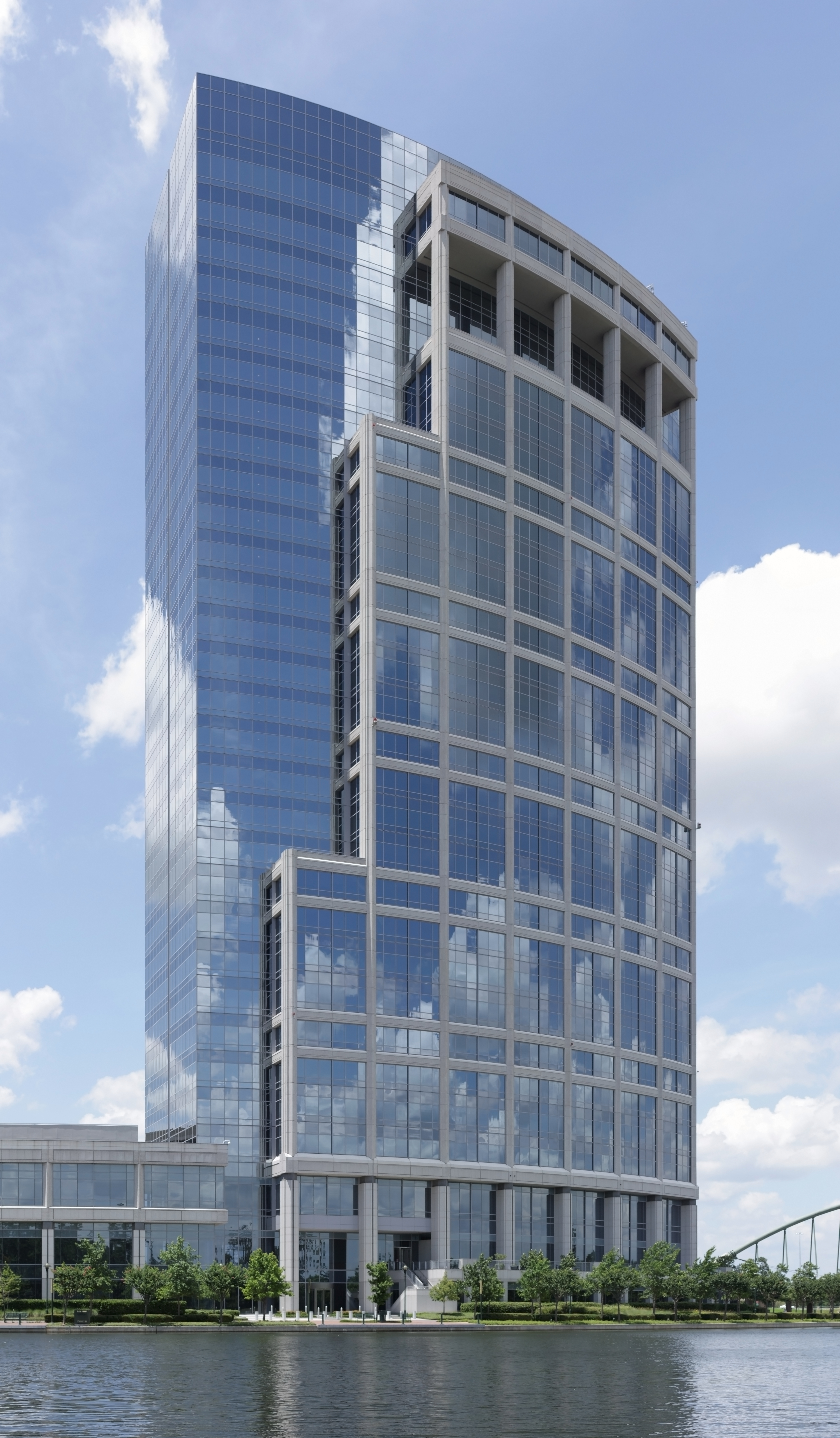
دفتر مرکزی آنادارکو در برج آنادارکو، واقع در وودلندز، تگزاس

آنادارکو (به انگلیسی: Anadarko) شرکت نفت و گاز آمریکایی است، که به‌طور متوسط روزانه معادل ۷۹۰ هزار بشکه نفت خام تولید می‌کند و به‌عنوان یکی از بزرگترین شرکت‌ها در زمینه اکتشاف و تولید نفت و گاز در آمریکا محسوب می‌شود.
حجم ذخایر قابل برداشت شرکت آنادارکو معادل ۲٫۳ میلیارد بشکه برآورد می‌شود. تعداد کارکنان شرکت آنادارکو در سراسر جهان در حدود ۴۷۰۰ نفر می‌باشد. دفتر مرکزی این شرکت در برج آنادارکو در شهر وودلندز، تگزاس قرار دارد. آنادارکو از لحاظ میزان تولید نفت و گاز، پنجمین شرکت نفتی در ایالات متحده می‌باشد.